# Граф Нулін
«Граф Нулін» (рос. Граф Нулин) — коротка жартівлива поема російського поета Олександра Пушкіна, написана  всього за два ранки 13 і 14 грудня 1825 року під час заслання в Михайловському. «Бувають дивні зближення…» — зронив поет, дізнавшись, що якраз на цей час припав виступ декабристів на Сенатській площі.

## Сюжет
Поки молодий пан відбуває на осіннє полювання, його дружина Наташа нудьгує в садибному будинку. Безрадісне спостереження за господарськими справами («Три качки полоскалися в калюжі; Йшла баба через брудний двір Білизна повісити на паркан») перериває поява гостя, чия коляска перекинулася поблизу: «Граф Нулін з чужих країв, Де промотав він у вихорі моди Свої прийдешні доходи, Себе казати, як дивний звір, У Петрополь їде він тепер».
Вночі граф Нулін намагається спокусити провінційну панночку, потайки пробравшись до неї в спальню, але, отримавши ляпаса, іде геть. Вранці Наташа веде себе, наче й не було нічого, і граф Нулін знову тішить себе надіями. Поява чоловіка змушує його покинути садибу. Наприкінці поеми міститься натяк, що Наташа зовсім не так чиста, як може здатися читачеві: нічні походи графа-невдахи найбільше бавлять її сусіда Лідіна, «поміщика двадцяти трьох років».

## Публікація
Поема надрукована повністю в «Северных цветах» на 1828 рік і частково (перші 30 віршів) в «Московському віснику» від лютого 1827 року. Микола I, що викликався бути особистим цензором поета, передав через Бенкендорфа, що прочитав поему з задоволенням, проте при друку велів замінити два надто сміливі рядки («Порою с барином шалит» і «Коснуться хочет одеяла»), що й було виконано. У грудні 1828 року «Граф Нулін» був опублікований під однією обкладинкою з поемою Баратинського «Бал» під загальною назвою «Дві повісті у віршах».
Після публікації поеми М. Надєждін дорікав її автора в «аморальності» і в легковажності змісту твору. Журналістів, які звикли до «високого стилю» («высокого штилю») поезії, збентежило введення в неї прозаїзмів — елементів «ганебної прози» (фонетичних, лексичних і синтаксичних). Пушкін відгукнувся на критику епіграмами «Хлопчисько Фебу гімн підніс», «Притча» і «Сподіваючись на моє презирство».

## Відхід від романтизму
За влучним висловом Д. С. Мирського, «Граф Нулін» — «блискучий і дотепний анекдот у віршах», написаний в тій же іронічній, реалістичній манері, що і «Євгеній Онєгін».
У радянському пушкінознавстві «Граф Нулін» трактувався як перший закінчений реалістичний твір Пушкіна. Разом з тим автор потішається «фламандською школою строкатого сміття». При написанні цього легкого гумористичного водевільного тексту він відійшов від романтизму, що панував в ті роки. Оповідання підпорядковане завданню відобразити побут панів середньої руки на тлі типових середньоросійських декорацій.
Стиль цієї поеми — практично розмовний, мова надзвичайно проста, іноді пародійно репрезентує піднесену романтичну лексику. В цілому стильову специфіку можна охарактеризувати в рамках традиційного для творчості Пушкіна середини 1820-х прийому плавного переходу від високопоетичного романтичного дискурсу, творчо обіграного поетом, до легкого і невимушеного жартівливо-іронічного тону. Іноді такий новаторський для російської літератури стильовий перехід здійснюється плавно і ритмічно, а іноді — швидко і несподівано, що створює неповторний настрій поеми.
Як зауважив С. М. Бонді, в «Графі Нуліні» жартівлива трансформація мови і навмисна легковажність сюжету є самоціллю і самоцінністю, що може бути сприйнято як гра з читачем, в якій останній постає як статусно рівний поетові.

## Бурлеск

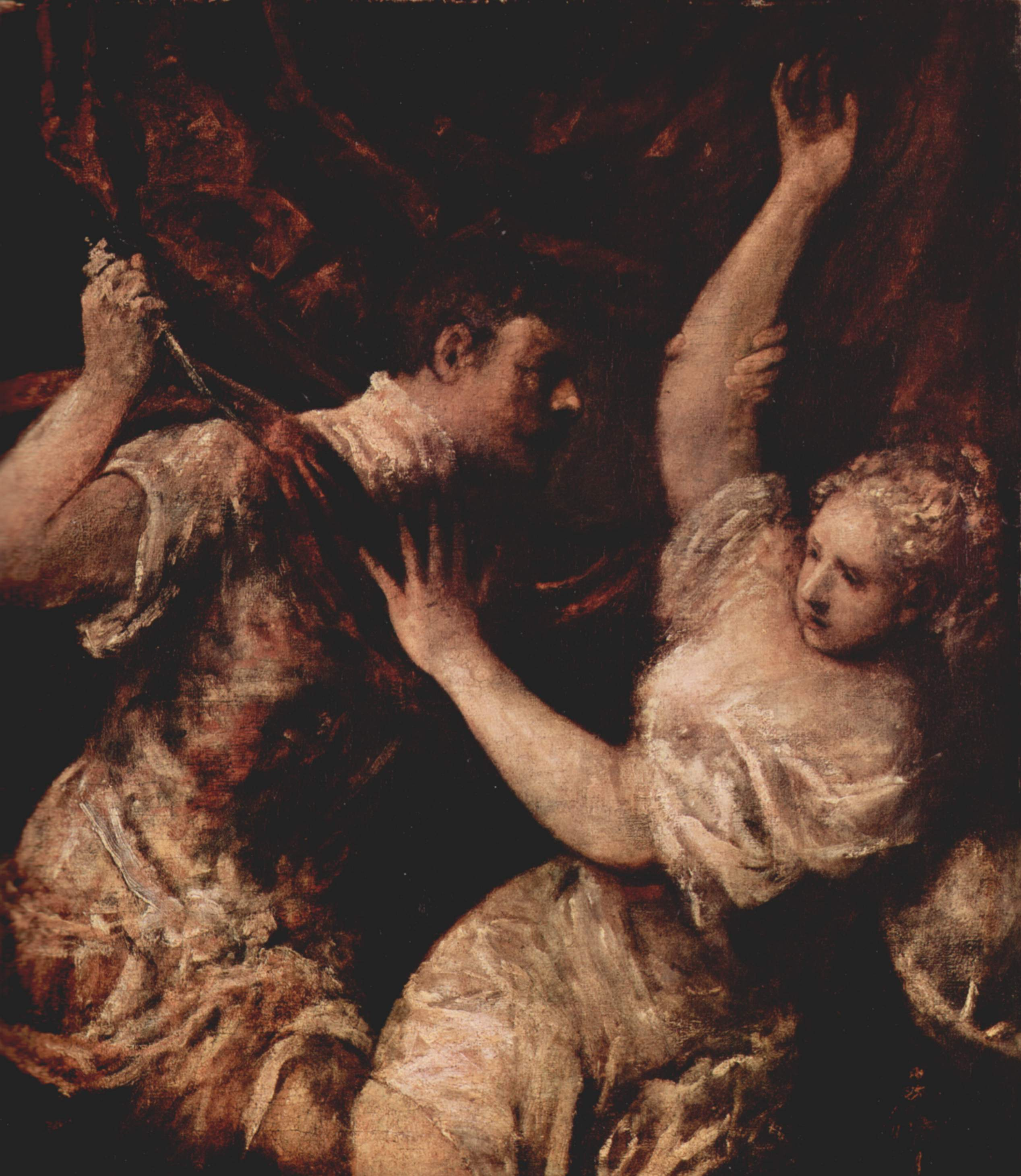
Тарквіній і Лукреція (з картини Тіціана)

Сам Пушкін в роз'яснювальних нотатках до «Графа Нуліна» розкрив іроїкомічний зріз поеми. Сюжет є навмисно зниженою (пародійною) інтерпретацією шекспірівської поеми «Лукреція». У той же час невигадливою сюжетною канвою і жанровою мовою свого тексту він привчає читача і критика до високопоетичного сприйняття буденності. Він підкреслено дистанціюється від романтичного канону опису художньої дійсності, поміщаючи головну героїню поеми не в усталений елегійний антураж (вночі, при місяці, в білому вбранні), а моделює «приземлену» побутову мізансцену: вона з'являється перед читачем «в нічному чепці і при хусточці» в заспаному вигляді.
Демонстративно приземлений опис реалій сільського життя деромантизує сприйняття поеми в традиційному розумінні цього процесу. Пушкін акцентує увагу на нудьзі, бруді, негоді, на задньому дворі графського маєтку, а кульмінацією опису невибагливого «відразливого» побуту є коротка згадка про бійку козла з дворовим собакою, за якою, нудьгуючи, Наталія Павлівна спостерігає через вікно. Намір парафрастичної трасформації шекспірівського конфлікту (Тарквіній-молодший збезчестив дружину воєначальника Коллатіна Лукрецію, яка змушена була вчинити самогубство, а Коллатін і його сподвижники піднімають народне повстання, яке завершується остаточним поваленням і вигнанням царської династії, яку представляє Тарквіній Гордий, батько Тарквінія-молодшого) може бути сприйнято, швидше за все, тільки як інтратекстуальний привід для створення цієї новаторської поеми.
Згідно самому Пушкіну, він вирішив іронічно поміркувати про «дрібні причини великих наслідків», жартівливо моделюючи ланцюг закономірних наслідків насильства над Лукрецією:
«Що, якби Лукреції прийшло в голову дати ляпас Тарквінію? можливо, це остудило б його підприємливість і він з соромом змушений був відступити? Лукреція б не зарізалася, Публікола не сказився б, Брут не виганяв би царів, і світ і історія світу були б не ті… Думка пародіювати історію та Шекспіра мені випала, я не міг стати проти подвійної спокусі і за два ранки написав цю повість».

## В театрі
У 1941 році композитор Борис Асаф'єв на основі поеми Пушкіна написав балет з такою ж назвою. Вистава мала вкрай невдалу сценічну історію. У 1959 році балетмейстер Володимир Варковицький використовував його музику для своєї постановки «Граф Нулін», що стала першим телевізійним фільмом-балетом в історії радянського телебачення.